# Traugott Wilhelm Gustav Benedict
Traugott Wilhelm Gustav Benedict (* 9. Juli 1785 in Torgau; † 11. Mai 1862 in Breslau) war ein deutscher Arzt und Hochschullehrer. Er zählt zu den frühen Augenärzten.

## Vater
Er war der Sohn des Torgauer Rektors des Lyceums Traugott Friedrich Benedict (* 3. Juli 1759 in Annaberg; † 25. Oktober 1833 ebenda). Dieser hatte an der Universität Leipzig studiert, hatte sich den akademischen Grad eines Magisters erworben und war dann als Privatdozent tätig. 1783 wurde er Rektor des Torgauer Lyzeums und 1814 Rektor des Lyceums in Annaberg. Als Philologe hatte er sich einen Namen durch seine zahlreichen Klassikerausgaben gemacht.

## Leben
Sohn Benedict hatte 1802 ein Studium an der Universität Leipzig aufgenommen und hier den akademischen Grad eines Baccalaureus erworben, 1808 setzte er seine Studien an der Universität Wien fort. Nach Leipzig zurückgekehrt, promovierte er 1809 zum Dr. med.
Anschließend betätigte er sich als praktischer Arzt in Chemnitz. 1812 ging er an die neu gegründete Schlesische Friedrich-Wilhelms-Universität Breslau. Er arbeitete in einer Abteilung, in der Typhus ausbrach. Sechzehn Ärzte infizierten sich, Benedict überlebte als einziger. Seit 1813 Professor für Chirurgie, wurde er 1815 Direktor des chirurgischen und augenärztlichen Institutes. Für das akademische Jahr 1842/43 wurde er zum Rektor der Universität gewählt. Er starb im 77. Lebensjahr. Er wurde auf dem Großen Friedhof in Breslau begraben.

## Werke
- Versuch einer Geschichte der Schiffahrt und des Handels der Alten. Leipzig 1806
- Ideen zur Begründung einer rationalen Heilmethode der Hundswuth. Leipzig 1808
- Geschichte des Scharlachfiebers, mit Rücksicht auf die neuerdings vorgeschlagene Anwendung der Abführungsmittel in demselben. Leipzig 1810
- Einige Worte über die Amputation in Kriegsspitälern. Breslau 1814
- Bemerkungen über die Krankheiten der Brust- und Achseldrüsen. Breslau 1821
- Von den Krankheiten der Netzhaut und des Glaskörpers, und einigen chronischen Fehlern des gesamten Augapfels. Nebst einer augenärztlichen Literatur und einem Register über das ganze Werk. Leipzig 1825
- Handbuch der praktischen Augenheilkunde, 5 Bde. Leipzig 1822–1825